# Musée des familles
A Musée des familles - Lectures du Soir (Családi Múzeum - Esti Olvasmányok) folyóirat volt az egyik első illusztrált havilap Franciaországban.

## A Musée des familles története
Az alapító Émile de Girardin (1806. június 22. – 1881. április 27.) szándéka szerint kultúrát és ismeretet juttatott el az egyszerű vagy kevésbé jómódú családokhoz. Az 1833 októbere és 1900 júniusa között megjelenő magazin különféle színes cikkek széles kínálatát nyújtotta. A magazint mindig bőségesen illusztrálták. Figyelemre méltó a magazint díszítő nagy formátumú és kézműves metszetek nagy aránya. A tartalmat regények fejezetenként, egységenként való sorozatban történő megjelenése adta, a művek később könyv formában is elérhetővé váltak.
Oktató és szórakoztató történetek, hírek, versek, akár zeneművekkel kiegészítve, utazós és történelmi írások egyvelege alkotta a lapot, amely a lehető legnagyobb mértékben elkerülte a társadalom vagy a kortárs politika aktuális kérdéseit.
A Musée des familles útmutatóként követte a katolikus oktatási eszmék nézeteit és ötleteit. A vallásos témákat vagy nézeteket folyamatosan beépítették az írásokba. A magazin népszerű platform lett a jól ismert szerzők körében. A közreműködők közt találjuk Honoré de Balzacot, Alexandre Dumas-t, Théophile Gautier-ét, Eugène Sue-t, Victor Hugót, Jules Verne-t és sok más írót. A grafikát olyan híres illusztrátorok, mint Paul Gavarni, Granville, Tony Johannot és Daumier készítették.
A lap hamar elérte a 12 000 példányt, Émile de Girardin mellett Auguste Cleemann és Laurent-Joseph Boutmy vett részt a szerkesztésben.
1843-tól Pitre-Chevalier lett a felelős szerkesztő. A teljes szerkesztői munkát átszervezte, vonzóbb megjelenést adott a magazinnak, és javította a nyomtatást. Az 1848. évi társadalmi változások után a magazint új tulajdonosok vették át: Ferdinand Wallut (1792–1885), Bougy-val és Pitre Chevalier-vel közösen összegyűjtötték a magazin megvásárlásához szükséges összeget. Bougy támogatásával Pitre-Chevalier maradt a felelős szerkesztő. Ettől kezdve Ferdinand Wallut fia, Charles Wallut volt a magazin főszerkesztője. A lap népszerűsége folyamatosan nőtt, a példányszám 18 000-ről 30 000-re nőtt. Pietre Chevalier-nek oly mértékben sikerült növelnie a magazin hírnevét, hogy szerepét az oktatási minisztérium elismerte. A Musée példányait egyesével is meg lehetett vásárolni, de létezett előfizetés vagy éves bekötött példányvásárlás is.

## Jules Verne és aMusée des famillesmagazin
Verne bizonyíthatóan tizenegy szöveget tett közzé a magazinban. Máig ki nem derített okból Verne Charles Verne néven publikált ebben a lapban. Feltételezhető, hogy Verne számos olyan cikket írt a Musée számára álnévvel, amelyet még nem azonosítottak be.
| A mű címe*                                    | fejezetek száma       | évfolyam | szám | év. hó           | oldaltól | oldalig |
| --------------------------------------------- | --------------------- | -------- | ---- | ---------------- | -------- | ------- |
| Dráma Mexikóban                               | 5                     | 8        | 10   | 1851. július     | 304      | 312     |
| Dráma a levegőben                             | 1/2                   | 8        | 11   | 1851. augusztus  | 329      | 336     |
| Les Châteaux en Californie                    | egyfelvonásos komédia | 9        | 20   | 1852. július     | 257      | 271     |
| Martin Paz                                    | 10                    | 9        | 20   | 1852. július     | 301      | 313     |
| Martin Paz                                    | 10                    | 9        | 21   | 1852. augusztus  | 321      | 335     |
| Zakariás mester                               | 5                     | 21       | 7    | 1854. augusztus  | 193      | 200     |
| Zakariás mester                               | 5                     | 21       | 8    | 1854. május      | 225      | 231     |
| Telelés Grönlandban                           | 16                    | 22       | 6    | 1855. április    | 161      | 172     |
| Telelés Grönlandban                           | 16                    | 22       | 7    | 1855. május      | 209      | 220     |
| A Géant                                       |                       | 31       |      | 1863. december   | 92       | 93      |
| Edgar Allan Poe művei                         |                       | 31       | 7    | 1864. április    | 193      | 208     |
| Chanteleine grófja                            | 15                    | 32       | 1    | 1864. október    | 1        | 15      |
| Chanteleine grófja                            | 15                    | 32       | 2    | 1864. november   | 37       | 51      |
| Chanteleine grófja                            | 15                    | 32       | 3    | 1864. december   | 73       | 85      |
| Az ostromzáron át                             |                       | 33       | 1    | 1865. október    | 17       | 27      |
| Az ostromzáron át                             |                       | 33       | 2    | 1865. november   | 35       | 47      |
| Ox doktor hóbortos ötlete                     |                       | 39       | 3    | 1872. március    | 65       | 74      |
| Ox doktor hóbortos ötlete                     |                       | 39       | 4    | 1872. április    | 99       | 107     |
| Ox doktor hóbortos ötlete                     |                       | 39       | 5    | 1872. május      | 133      | 141     |
| Ch. Raymond: Kortárs hírességek - Jules Verne |                       | 42       | 4    | 1875. szeptember | 257      | 279     |

- Ahol lehet, a magyar Wikipédiában előforduló alakban.